# Handbal op de Olympische Zomerspelen 1980 – Mannen
Het handbaltoernooi voor mannen tijdens de Olympische Zomerspelen 1980 in Moskou begon op 20 juli en eindigde op 30 juli. De twaalf deelnemende teams waren verdeeld over twee groepen van zes, waarin een halve competitie werd gespeeld. Aan het einde van de groepsfase speelden de beide nummers één de finale, terwijl de nummers twee tegenover elkaar stonden in de troostfinale. 
Het toernooi werd gespeeld in twee sporthallen, beide gevestigd in Moskou: de Sokolniki Arena en de Dvorec Sporta Dinamo. Op de in totaal 51 wedstrijden (mannen en vrouwen) kwamen 100.493 toeschouwers af, goed voor een gemiddelde van 1.971 per wedstrijd. Regerend wereldkampioen West-Duitsland ontbrak vanwege de internationale sportboycot van de Olympische Spelen.

## Groepsfase

### Groep A
| № | Land       | Wedstrijden | Wedstrijden | Wedstrijden | Wedstrijden | Doelpunten | Doelpunten | Doelpunten | Punten |
| - | ---------- | ----------- | ----------- | ----------- | ----------- | ---------- | ---------- | ---------- | ------ |
| № | Land       | G           | W           | G           | V           | V          | T          | Saldo      | Punten |
| 1 | DDR        | 5           | 4           | 1           | 0           | 108        | 92         | +16        | 9      |
| 2 | Hongarije  | 5           | 3           | 2           | 0           | 96         | 88         | +8         | 8      |
| 3 | Spanje     | 5           | 2           | 1           | 2           | 102        | 106        | –4         | 5      |
| 4 | Polen      | 5           | 2           | 1           | 2           | 123        | 97         | +26        | 5      |
| 5 | Denemarken | 5           | 1           | 0           | 4           | 96         | 104        | –8         | 2      |
| 6 | Cuba       | 5           | 0           | 1           | 4           | 103        | 141        | –38        | 1      |

alle tijden zijn Moskoutijd (UTC +3:00)
| 20 juli 1980 17:00 | Denemarken | 30 – 18 | Cuba | Sokolniki Arena, Moskou |
| 20 juli 1980 17:00 | (18 – 8)   |         |      | Sokolniki Arena, Moskou |
| 20 juli 1980 17:00 |            |         |      | Sokolniki Arena, Moskou |

| 20 juli 1980 18:30 | Polen    | 20 – 20 | Hongarije | Sokolniki Arena, Moskou |
| 20 juli 1980 18:30 | (7 – 11) |         |           | Sokolniki Arena, Moskou |
| 20 juli 1980 18:30 |          |         |           | Sokolniki Arena, Moskou |

| 20 juli 1980 20:00 | DDR     | 21 – 17 | Spanje | Sokolniki Arena, Moskou |
| 20 juli 1980 20:00 | (6 – 9) |         |        | Sokolniki Arena, Moskou |
| 20 juli 1980 20:00 |         |         |        | Sokolniki Arena, Moskou |

| 22 juli 1980 17:00 | Polen     | 34 – 19 | Cuba | Dvorec Sporta Dinamo, Moskou |
| 22 juli 1980 17:00 | (14 – 10) |         |      | Dvorec Sporta Dinamo, Moskou |
| 22 juli 1980 17:00 |           |         |      | Dvorec Sporta Dinamo, Moskou |

| 22 juli 1980 18:30 | Denemarken | 19 – 20 | Spanje | Dvorec Sporta Dinamo, Moskou |
| 22 juli 1980 18:30 | (7 – 7)    |         |        | Dvorec Sporta Dinamo, Moskou |
| 22 juli 1980 18:30 |            |         |        | Dvorec Sporta Dinamo, Moskou |

| 22 juli 1980 20:00 | DDR     | 14 – 14 | Hongarije | Dvorec Sporta Dinamo, Moskou |
| 22 juli 1980 20:00 | (9 – 7) |         |           | Dvorec Sporta Dinamo, Moskou |
| 22 juli 1980 20:00 |         |         |           | Dvorec Sporta Dinamo, Moskou |

| 24 juli 1980 17:00 | Spanje   | 17 – 20 | Hongarije | Sokolniki Arena, Moskou |
| 24 juli 1980 17:00 | (8 – 10) |         |           | Sokolniki Arena, Moskou |
| 24 juli 1980 17:00 |          |         |           | Sokolniki Arena, Moskou |

| 24 juli 1980 18:30 | Denemarken | 12 – 26 | Polen | Sokolniki Arena, Moskou |
| 24 juli 1980 18:30 | (5 – 9)    |         |       | Sokolniki Arena, Moskou |
| 24 juli 1980 18:30 |            |         |       | Sokolniki Arena, Moskou |

| 24 juli 1980 18:30 | DDR       | 27 – 20 | Cuba | Sokolniki Arena, Moskou |
| 24 juli 1980 18:30 | (13 – 10) |         |      | Sokolniki Arena, Moskou |
| 24 juli 1980 18:30 |           |         |      | Sokolniki Arena, Moskou |

| 26 juli 1980 17:00 | Spanje   | 24 – 24 | Cuba | Dvorec Sporta Dinamo, Moskou |
| 26 juli 1980 17:00 | (9 – 13) |         |      | Dvorec Sporta Dinamo, Moskou |
| 26 juli 1980 17:00 |          |         |      | Dvorec Sporta Dinamo, Moskou |

| 26 juli 1980 18:30 | Denemarken | 15 – 16 | Hongarije | Dvorec Sporta Dinamo, Moskou |
| 26 juli 1980 18:30 | (6 – 8)    |         |           | Dvorec Sporta Dinamo, Moskou |
| 26 juli 1980 18:30 |            |         |           | Dvorec Sporta Dinamo, Moskou |

| 26 juli 1980 20:00 | DDR      | 22 – 21 | Polen | Dvorec Sporta Dinamo, Moskou |
| 26 juli 1980 20:00 | (11 – 9) |         |       | Dvorec Sporta Dinamo, Moskou |
| 26 juli 1980 20:00 |          |         |       | Dvorec Sporta Dinamo, Moskou |

| 28 juli 1980 17:00 | Hongarije | 26 – 22 | Cuba | Sokolniki Arena, Moskou |
| 28 juli 1980 17:00 | (14 – 11) |         |      | Sokolniki Arena, Moskou |
| 28 juli 1980 17:00 |           |         |      | Sokolniki Arena, Moskou |

| 28 juli 1980 18:30 | Polen     | 22 – 24 | Spanje | Sokolniki Arena, Moskou |
| 28 juli 1980 18:30 | (13 – 11) |         |        | Sokolniki Arena, Moskou |
| 28 juli 1980 18:30 |           |         |        | Sokolniki Arena, Moskou |

| 28 juli 1980 20:00 | DDR      | 24 – 20 | Denemarken | Sokolniki Arena, Moskou |
| 28 juli 1980 20:00 | (13 – 9) |         |            | Sokolniki Arena, Moskou |
| 28 juli 1980 20:00 |          |         |            | Sokolniki Arena, Moskou |

### Groep B
| № | Land        | Wedstrijden | Wedstrijden | Wedstrijden | Wedstrijden | Doelpunten | Doelpunten | Doelpunten | Punten |
| - | ----------- | ----------- | ----------- | ----------- | ----------- | ---------- | ---------- | ---------- | ------ |
| № | Land        | G           | W           | G           | V           | V          | T          | Saldo      | Punten |
| 1 | Sovjet-Unie | 5           | 4           | 0           | 1           | 134        | 75         | +59        | 8      |
| 2 | Roemenië    | 5           | 4           | 0           | 1           | 119        | 88         | +31        | 8      |
| 3 | Joegoslavië | 5           | 4           | 0           | 1           | 132        | 92         | +40        | 8      |
| 4 | Zwitserland | 5           | 2           | 0           | 3           | 110        | 98         | +12        | 4      |
| 5 | Algerije    | 5           | 1           | 0           | 4           | 94         | 124        | –30        | 2      |
| 6 | Koeweit     | 5           | 0           | 0           | 5           | 64         | 176        | –112       | 0      |

| 20 juli 1980 17:00 | Joegoslavië | 22 – 18 | Algerije | Dvorec Sporta Dinamo, Moskou |
| 20 juli 1980 17:00 | (12 – 10)   |         |          | Dvorec Sporta Dinamo, Moskou |
| 20 juli 1980 17:00 |             |         |          | Dvorec Sporta Dinamo, Moskou |

| 20 juli 1980 18:30 | Roemenië | 32 – 12 | Koeweit | Dvorec Sporta Dinamo, Moskou |
| 20 juli 1980 18:30 | (18 – 3) |         |         | Dvorec Sporta Dinamo, Moskou |
| 20 juli 1980 18:30 |          |         |         | Dvorec Sporta Dinamo, Moskou |

| 20 juli 1980 20:00 | Sovjet-Unie | 22 – 15 | Zwitserland | Dvorec Sporta Dinamo, Moskou |
| 20 juli 1980 20:00 | (18 – 3)    |         |             | Dvorec Sporta Dinamo, Moskou |
| 20 juli 1980 20:00 |             |         |             | Dvorec Sporta Dinamo, Moskou |

| 22 juli 1980 17:00 | Roemenië | 26 – 18 | Algerije | Sokolniki Arena, Moskou |
| 22 juli 1980 17:00 | (14 – 7) |         |          | Sokolniki Arena, Moskou |
| 22 juli 1980 17:00 |          |         |          | Sokolniki Arena, Moskou |

| 22 juli 1980 18:30 | Sovjet-Unie | 38 – 11 | Koeweit | Sokolniki Arena, Moskou |
| 22 juli 1980 18:30 | (22 – 5)    |         |         | Sokolniki Arena, Moskou |
| 22 juli 1980 18:30 |             |         |         | Sokolniki Arena, Moskou |

| 22 juli 1980 20:00 | Joegoslavië | 26 – 21 | Zwitserland | Sokolniki Arena, Moskou |
| 22 juli 1980 20:00 | (12 – 8)    |         |             | Sokolniki Arena, Moskou |
| 22 juli 1980 20:00 |             |         |             | Sokolniki Arena, Moskou |

| 24 juli 1980 17:00 | Zwitserland | 32 – 14 | Koeweit | Dvorec Sporta Dinamo, Moskou |
| 24 juli 1980 17:00 | (14 – 6)    |         |         | Dvorec Sporta Dinamo, Moskou |
| 24 juli 1980 17:00 |             |         |         | Dvorec Sporta Dinamo, Moskou |

| 24 juli 1980 18:30 | Sovjet-Unie | 33 – 10 | Algerije | Dvorec Sporta Dinamo, Moskou |
| 24 juli 1980 18:30 | (16 – 3)    |         |          | Dvorec Sporta Dinamo, Moskou |
| 24 juli 1980 18:30 |             |         |          | Dvorec Sporta Dinamo, Moskou |

| 24 juli 1980 20:00 | Joegoslavië | 23 – 21 | Roemenië | Dvorec Sporta Dinamo, Moskou |
| 24 juli 1980 20:00 | (16 – 3)    |         |          | Dvorec Sporta Dinamo, Moskou |
| 24 juli 1980 20:00 |             |         |          | Dvorec Sporta Dinamo, Moskou |

| 26 juli 1980 17:00 | Zwitserland | 26 – 18 | Algerije | Sokolniki Arena, Moskou |
| 26 juli 1980 17:00 | (11 – 7)    |         |          | Sokolniki Arena, Moskou |
| 26 juli 1980 17:00 |             |         |          | Sokolniki Arena, Moskou |

| 26 juli 1980 18:30 | Joegoslavië | 44 – 10 | Koeweit | Sokolniki Arena, Moskou |
| 26 juli 1980 18:30 | (24 – 5)    |         |         | Sokolniki Arena, Moskou |
| 26 juli 1980 18:30 |             |         |         | Sokolniki Arena, Moskou |

| 26 juli 1980 20:00 | Sovjet-Unie | 19 – 22 | Roemenië | Sokolniki Arena, Moskou |
| 26 juli 1980 20:00 | (15 – 9)    |         |          | Sokolniki Arena, Moskou |
| 26 juli 1980 20:00 |             |         |          | Sokolniki Arena, Moskou |

| 28 juli 1980 17:00 | Koeweit   | 17 – 30 | Algerije | Dvorec Sporta Dinamo, Moskou |
| 28 juli 1980 17:00 | (14 – 11) |         |          | Dvorec Sporta Dinamo, Moskou |
| 28 juli 1980 17:00 |           |         |          | Dvorec Sporta Dinamo, Moskou |

| 28 juli 1980 18:30 | Roemenië | 18 – 16 | Zwitserland | Dvorec Sporta Dinamo, Moskou |
| 28 juli 1980 18:30 | (9 – 6)  |         |             | Dvorec Sporta Dinamo, Moskou |
| 28 juli 1980 18:30 |          |         |             | Dvorec Sporta Dinamo, Moskou |

| 28 juli 1980 20:00 | Sovjet-Unie | 22 – 17 | Joegoslavië | Dvorec Sporta Dinamo, Moskou |
| 28 juli 1980 20:00 | (12 – 9)    |         |             | Dvorec Sporta Dinamo, Moskou |
| 28 juli 1980 20:00 |             |         |             | Dvorec Sporta Dinamo, Moskou |

## Finaleronde

### Om 11de plaats
| 30 juli 1980 11:00 | Cuba      | 32 – 24 | Koeweit | Dvorec Sporta Dinamo, Moskou |
| 30 juli 1980 11:00 | (16 – 13) |         |         | Dvorec Sporta Dinamo, Moskou |
| 30 juli 1980 11:00 |           |         |         | Dvorec Sporta Dinamo, Moskou |

### Om 9de plaats
| 30 juli 1980 12:30 | Denemarken | 28 – 20 | Algerije | Sokolniki Arena, Moskou |
| 30 juli 1980 12:30 | (15 – 9)   |         |          | Sokolniki Arena, Moskou |
| 30 juli 1980 12:30 |            |         |          | Sokolniki Arena, Moskou |

### Om 7de plaats
| 30 juli 1980 13:00 | Polen     | 23 – 22 | Zwitserland | Dvorec Sporta Dinamo, Moskou |
| 30 juli 1980 13:00 | (11 – 10) |         |             | Dvorec Sporta Dinamo, Moskou |
| 30 juli 1980 13:00 |           |         |             | Dvorec Sporta Dinamo, Moskou |

### Om 5de plaats
| 30 juli 1980 14:00 | Spanje   | 24 – 23 | Joegoslavië | Sokolniki Arena, Moskou |
| 30 juli 1980 14:00 | (12 – 7) |         |             | Sokolniki Arena, Moskou |
| 30 juli 1980 14:00 |          |         |             | Sokolniki Arena, Moskou |

### Troostfinale
| 30 juli 1980 14:45 | Hongarije | 18 – 20 | Roemenië | Dvorec Sporta Dinamo, Moskou |
| 30 juli 1980 14:45 | (7 – 11)  |         |          | Dvorec Sporta Dinamo, Moskou |
| 30 juli 1980 14:45 |           |         |          | Dvorec Sporta Dinamo, Moskou |

### Finale
| 30 juli 1980 18:30 | DDR                                       | 23 – 22 (n.V.) | Sovjet-Unie | Sokolniki Arena, Moskou |
| 30 juli 1980 18:30 | (10 – 10)                                 |                |             | Sokolniki Arena, Moskou |
| 30 juli 1980 18:30 |                                           |                |             | Sokolniki Arena, Moskou |
| 30 juli 1980 18:30 | Regulier: 20 – 20 Verlenging(en): 23 – 22 |                |             | Sokolniki Arena, Moskou |

## Eindrangschikking
| Goud | Zilver | Brons | 4 |
| DDR Hans-Georg Beyer Lothar Doering Günter Dreibrodt Ernst Gerlach Klaus Gruner Rainer Höft Hans-Georg Jaunich Hartmut Krüger Peter Rost Dietmar Schmidt Wieland Schmidt Siegfried Voigt Frank-Michael Wahl Ingolf Wiegert                                 | Sovjet-Unie Aleksandr Anpilogov Vladimir Belov Yevgeni Chernyshov Anatoli Fedyukin Mykhaylo Ishchenko Aleksandr Karshakevich Yuri Kidyaev Vladimir Kravtsov Serhiy Kushniryuk Viktor Makhorin Voldemaras Novickis Vladimir Repev Mykola Tomyn Aleksey Zhuk | Roemenië Nicolae Munteanu Claudiu Ionescu Marian Dumitru Vasile Stîngă Radu Voina Ştefan Birtalan Alexandru Fölker Neculai Vasilca Iosif Boroş Maricel Voinea Cornel Durău Adrian Cosma Cezar Drăgăniţă Lucian Vasilache                  | Hongarije Jegenyés Alpár Lele Ambrus Pál Árpád Béla Bartalos Ernő Gubányi István Szilágyi János Fodor József Kenyeres László Jánovszki Miklós Kovacsics Péter Kovács Sándor Vass Zsolt Kontra László Szabó                                     |
| 5 | 6 | 7 | 8 |
| Spanje Jesús María Albisu Vicente Calabuig Juan de la Puente Juan Pedro de Miguel Francisco López Gregorio López Rafael López Agustín Millán Juan Francisco Muñoz José Ignacio Novoa José María Pagoaga Eugenio Serrano Juan José Uría Juan Javier Cabanas | Joegoslavië Zlatan Arnautović Jovica Cvetković Adnan Dizdar Jovica Elezović Mile Isaković Drago Jovović Pavle Jurina Enver Koso Peter Mahne Jasmin Mrkonja Velibor Nenadić Goran Nerić Stjepan Obran Momir Rnić                                            | Polen Janusz Brzozowski Piotr Czaczka Jerzy Garpiel Zbigniew Gawlik Ryszard Jedliński Andrzej Kącki Alfred Kałuziński Jerzy Klempel Grzegorz Kosma Marek Panas Henryk Rozmiarek Zbigniew Tłuczyński Daniel Waszkiewicz Mieczysław Wojczak | Zwitserland Konrad Affolter Roland Brand Hans Huber Ugo Jametti Peter Jehle Robert Jehle Hanspeter Lutz Peter Maag Walter Müller Martin Ott Max Schär Rudolf Weber Edi Wickli Ernst Züllig                                                     |
| 9 | 10 | 11 | 12 |
| Denemarken Michael Jørn Berg Morten Stig Christensen Anders Dahl-Nielsen Iver Grunnet Hans Hattesen Carsten Haurum Palle Jensen Bjarne Jeppesen Mogens Jeppesen Thomas Pazyj Erik Bue Pedersen Poul Kjær Poulsen Per Skaarup Ole Nørskov Sørensen          | Algerije Omar Azeb Abdelatif Bakir Abdelkrim Bendjemil Abdelatif Bergheul Azeddine Bouzerar Ahcene Djeffal Ahmed Farfar Abdelkrim Hamiche Kamel Hebri Mohamed Machou Mouloud Meknache Rachid Mokrani Ali Okacha Abdelmadjid Slimani                        | Cuba Jesús Agramonte Moisés Casales Roberto Casuso Ibrain Crombet Miguel Izquierdo Lázaro Jiménez Juan Llanes Sabino Medina José Nenínger Pablo Pedroso Juan Prendes Juan Querol Roberto Zulueta Lázaro Pedroso                           | Koeweit Abdelaziz al-Anjari Khamis Bashir Jasem al-Deyab Ahmed al-Emran Majid al-Khamis Faraj al-Mutairi Saleh Najem Jasem al-Qassar Mond al-Qassar Abdullah al-Qena'i Musa'ed al-Randi Ismaeel Shahzadah Khalid Shahzadah Fawzi al-Shuwairbat |